# Socket S1
Socket S1は、AMDがTurion 64、モバイルAthlon 64と、後期のSempronで使用したCPUソケットである。

## 概要
2006年5月17日に、デュアルコアTurion 64 X2向けとしてデビューした。Socket S1は638ピンであり、ノートPC用としては既存のSocket 754を置き換えた。市場にはPentium MのSocket 479を使用したボードが流通しており、Socket S1を使用したデスクトップ用のマザーボードが現れると予想された。
Socket S1は、デュアルチャネルのDDR2 SDRAM、デュアルコアのモバイルCPU、仮想化支援技術をサポートし、Intel Core 2プロセッサと競合している
初期の世代のAMDプロセッサソケットのテクニカルドキュメントは容易に入手できるが、"Socket S1g1 Processor Functional Data Sheet"（AMD文書番号31731）は、まだ一般に公開されていない。

## 仕様
明記される事は少ないがSocketS1にはg1、g2、g3、g4の各リビジョンが存在し、物理的に差し込むことはできるものの電気的な互換性は無く、リビジョンが異なると基本的に認識しない。

## 採用製品

### Socket S1g1
CPU
- AMD
  - K8
    - Keene / Richmond / Taylor / Trinidad
    - Sherman / Tyler

チップセット
- AMD
  - 600 Chipset
- ATI
  - Radeon Xpress 200M, 1100, 1150
- NVIDIA
  - GeForce Go 6100, 6150
  - GeForce 7000M, 7150M, 7190M

### Socket S1g2
CPU
- AMD
  - K8
    - Sable / Lion

チップセット
- AMD
  - 7 Series
- NVIDIA
  - GeForce 9100M G

### Socket S1g3
CPU
- AMD
  - K10
    - Caspian

チップセット
- AMD
  - 8 Series

### Socket S1g4
CPU
- AMD
  - K10
    - Champlain

チップセット
- AMD
  - 8 Series